# Andreas Wigand

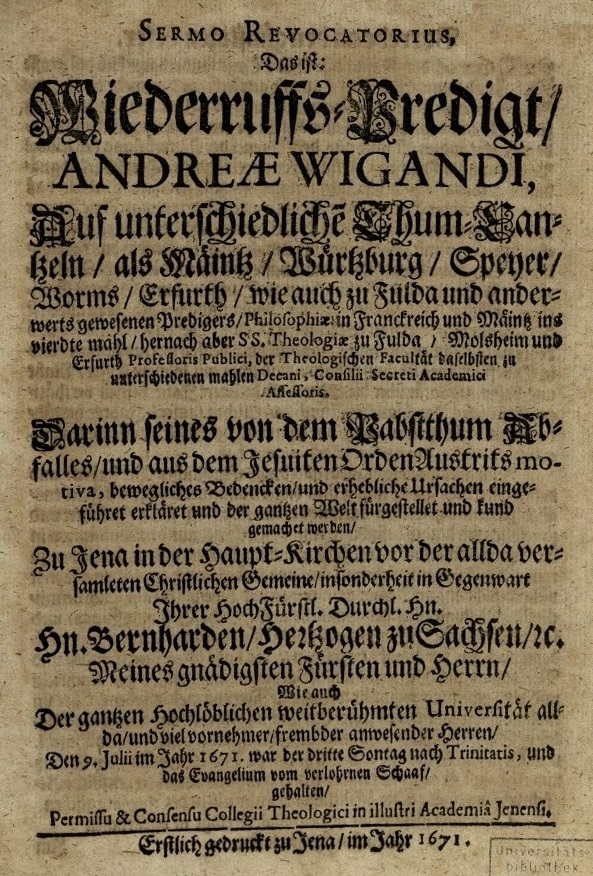
Titelblatt der Wiederruffs-Predigt Andreae Wigandi, Jena 1671

Andreas Wigand (* 10. November 1606 in Fulda; † 13. Juni 1674 in Jena) war ein deutscher Geistlicher und Theologe, der durch seinen Austritt aus dem Jesuitenorden und seine Konversion zur lutherischen Kirche eine publizistische Kontroverse auslöste.

## Leben
Wigand studierte am päpstlichen Kolleg des Hochstifts Fulda. 1626 trat er in Trier in den Jesuitenorden ein. Anschließend studierte er Mathematik bei Athanasius Kircher in Würzburg. Mit Kircher ging er wegen des Dreißigjährigen Kriegs 1631 nach Frankreich und blieb auch später mit ihm im Briefwechsel. 1642 erlangte er in Mainz den Magistergrad in Philosophie. Er war als Domprediger u. a. in Mainz, Würzburg, Speyer und Worms tätig und als Rhetorik- und Theologieprofessor in Fulda, Molsheim und Erfurt. In Erfurt war er Akademischer Geheimer Rat.
Am 1. Junijul. / 11. Juni 1671greg., Christi Himmelfahrt nach lutherischem Kalender, stand sein Konversionsentschluss fest, und zwei Tage später verließ er unbemerkt die Erfurter Jesuitenniederlassung und reiste nach Jena. Am 9. Juli desselben Jahres hielt er in der Stadtkirche Jena in Anwesenheit des Herzogs Bernhard von Sachsen-Jena seine Wiederruffs-Predigt, in der er die Gründe für seine Konversion darstellte. Die Predigt wurde in großen Auflagen gedruckt und mit einer in Mainz gedruckten anonymen Widerlegung von jesuitischer Hand – Wigand vermutete Vitus Erbermann als Autor – beantwortet. Es folgten eine Apologie Wigands und weitere Antworten der Gegenseite. An der Kontroverse beteiligte sich auch der zur katholischen Kirche konvertierte Landgraf Ernst von Hessen-Rheinfels.
In Jena wurde Wigand Konsistorialrat der Landeskirche und Professor der Universität.
Am 15. Februar 1672 heiratete er, 65-jährig, Christophora Anna Herbert, was von seinen Gegnern als eigentliches Motiv seiner Konversion dargestellt wurde.
1673 leitete er die heimliche Trauung Herzog Bernhards mit Maria Elisabeth von Kospoth, durch die dieser, trotz seiner ungeschiedenen Ehe mit Marie Charlotte de la Trémoille, das Liebesverhältnis zu legitimieren suchte.
Andreas Wiegand wurde nach seinem Tod in der Universitätskirche Jena beigesetzt. Die Inschrift des Epitaphs nennt seine Frau als Stifterin.

## Veröffentlichungen
- von Wigand:
  - Sermo Revocatorius, Das ist: Widerrufs-Predigt Andreae Wigandi, Auf unterschiedlichen Thum-Cantzeln, als Mäintz, Würtzburg, Speyer, Worms, Erfurth, wie auch zu Fulda und anderwerts gewesenen Predigers, Philosophiae in Franckreich und Mäintz ins vierdte mahl, hernach aber SS. Theologiae zu Fulda, Molsheim und Erfurth Professoris Publici, der Theologischen Facultät daselbsten Decani und Pro-Decani, Consilii Secreti Academici Assessoris: Darinn seines von dem Pabstthum Abfalles, und aus dem Jesuiten Orden Austrits motiva, bewegliches Bedencken, und erhebliche Ursachen eingeführet, erkläret und der gantzen Welt fürgestellet und kund gemachet werden, Zu Jena in der Haupt-Kirchen vor der allda versamleten Christlichen Gemeine, insonderheit in Gegenwart ... Bernharden, Hertzogen zu Sachsen ... Den 9. Iulii im Jahr 1671. war der dritte Sontag nach Trinitatis, und das Evangelium vom verlohrnen Schaff, gehalten, Permissu & Consensu Collegii Theologici in illustri Academia Ienensi. Jena 1671 (Digitalisat)
  - Apologia, Das ist: Schutz-Rede/ und Verantwortung Andreae Wigandi Theologi & Concionatoris, Der Maintzischen und Ober-Rheinischen Jesuiter Schmach-Wiederlegung/ Wie auch Des Herrn Landgraff Ernsten zu Hessen/ Uber seine Wiederruffs-Predigt an den Freyherrn von Boyneburg Abgangenem Bedencken Entgegen gesetzt: in Druck verfertigt/ und in drey Theil getheilt. Im Ersten Wird der Mäintzischen Jesuiter Scommatische Widerlegung/ Im Andern Des Herrn Landgraff Ernsten Bedencken beantwortet/ Im Dritten Werden des Wigandi motiva gründlich erkläret .... Jena 1672 (Digitalisat)

- über Wigand:
  - Sermo Revocatorius, Das ist: Wiederruffs-Predigt Andreae Wigandi: Darinne seines von dem Pabsthumb leydigen Abfalles, und auß dem Jesuiten-Orden ärgerlichen Außtritts ungründliche Motiva, unbewegliches Bedencken, und unerhebliche Ursachen eingeführet, erkläret, aber nicht bewiesen, und der ganzen Welt fürgestellet, und kund gemachet werden. Zu Jena in der Haupt-Kirchen vor der allda versammleten Christlichen Gemeine etc. den 9. Julii im Jahr 1671, war der 3. Sonntag nach Trinitatis, und das Evangelium vom verlohrnen Schaff, gehalten. Permissu & consensu Collegii Theologici in Illustri Academia Jenensi. Jetzund verbessert, vermehrt und wiederlegt. Mainz 1671 (Digitalisat)
  - Ernst von Hessen-Rheinfels: Wohlgemeintes unmasgebliches Bedencken über den Abtritt des gewesenen Jesuiters Patris Andreae Wigands, welcher sich seithero kurtzem nach Jena unter Chur- und Fürstl. Sächs. Schutz begeben hat, an den Frh. v. Boyneburg. Rheinfels 1671
  - Andreae Wigands und seiner Liebsten Naunburgischen Bier-Annen Buhlschafft. Anno 1671. Spottschrift (Digitalisat)
  - Deß Fürstlichen Hessen-Rheinfelsischen Secretarii gründliche Widerlegung deß zweyten Theils der so genannten Apologiae deß jüngsthin auß dem Jesuiter-Orden getrettenen Andreae Wigands, welcher sich jetzo zu Jena aufhält. Rheinfels 1672
  - Warhaffte Widerlegung Der ungegründten Ursachen/ Die Andreas Wigand Mit Unwarheit/ Schmähung/ und Aergernüß in seiner Verantwortungs-Schrifft zum andernmahl vorwendet: Warumb er nicht allein aus seinem Orden/ sondern auch von der Catholischen Religion abgetretten. Mainz 1672 (Digitalisat)
  - Johannes Schlemm: Christlich und Seelig vollbrachter Kampf und Lebenslauff Des ... Herrn Andreae Wigandi, der H. Schrifft Licentiati und des Hochlöbl. Ober-Consistorii alhie gewesenen Adsessoris, Vormahls Im Pabstthum hochverordneten Thumpredigers zu Mäintz/ Würtzburg/ Speyer/ Worms/ Erfurt [et]c. ...: Wie derselbige am 17. Iunii ... zur Erden bestattet wurde/ Erkläret und dargethan aus dem Spruch Pauli 2. Tim. IV. Ich habe einen guten Kampf gekämpffet etc. Jena 1674 (Digitalisat)
  - Heinrich von der Lith: Dancksagungs-Rede/ Welche Bei Hochansehnlicher und Volckreicher Leich-Begängnüß Des Weiland HochEhrwürdigen/ Großachtbahrn und Hochgelahrten Herrn Andreae Wigandi, Der Heil. Schrifft weitberühmten Licentiati, auch hiesiges Hochlöbl. Fürstl. Sächs. Ober-Consistorii hochverordneten Assessoris, In der CollegienKirche Der Weltberühmten Universität Jena ablegte M. Heinrich von der Lith. Jena 1675 (Digitalisat)